# Маленька Котяча Шкурка
«Маленька Котяча Шкурка» — американська казка з Кентуккі, зібрана Марі Кемпбелл у «Оповіданнях із Країни Хмарного Ходу», де її інформатором був Великий Нелт.
За класифікацією Аарне-Томпсона це казка типу 510B («неприродне кохання»). Інші казки цього типу: «Котяча Шкіра», «Ситникова Шапочка», «Осляча Шкура», «Різношерстка», «Король, який хотів одружитися зі своєю донькою», «Ведмедиця», «Моховик», «Дрантя», «Принцеса, що носила сукню з кролячої шкурки», «Ведмідь», «Принцеса в шкіряному вбранні».

## Сюжет
Чоловік викидає весільну сукню своєї померлої дружини й каже, що не одружиться з менш вродливою жінкою. Дві його старші доньки знущаються над молодшою, доки та не змушена латати сукні котячою шкурою. Одного разу вона вдягає материнську сукню. Батько благав її сказати йому, хто вона така. Вона за це зажадала і отримала сукню кольору всіх хмар, що пропливають повз, і ще одну — кольору всіх квітів, що розквітають. Тоді вона сказала йому, що вона його дочка Маленька Котяча Шкурка.
Він прогнав її, тож вона взяла сукні й вирушила до сусіднього королівства, де влаштувалася працювати на королівську кухню. Королева влаштувала вечірку і дозволила Котячій Шкурці прийти, навіть дала їй стару сукню, але Котяча Шкурка вдягла сукню з хмар. Син королеви закохався в неї. У цій сукні вона пішла на іншу вечірку, а потім на третю — у сукні з квітів. Син подарував їй перстень і захворів від кохання.
Маленька Котяча Шкурка запропонувала йому щось приготувати, і вона поклала каблучку в тарілку. Він побачив її і подумав, що вона схожа на ту дівчину, а коли знайшов каблучку, то зрозумів, що це вона. Вони одружилися.

## Аналіз

### Казковий тип
У своєму посібнику з народних казок 1987 року фольклорист Д. Л. Ешліман класифікував цю казку, за міжнародним індексом Аарне-Томпсона, як тип АТ 510B, «Король намагається одружитися на своїй дочці», таким чином пов'язаний з французькою казкою «Осляча Шкура» Шарля Перро та іншими варіантами, такими як «Різношерстка», «Ситникова Шапочка», «Моховик», «Ведмідь», «Ведмедиця» та «Король, який хотів одружитися зі своєю донькою».

## Варіанти
Дослідник Ізабель Гордон Картер зібрала та опублікувала північнокаролінський варіант із Південного Блакитного хребта. У цій казці під назвою «Старі котики» у овдовілого чоловіка є три дочки. Одна з доньок лінива і її ненавидять дві інші. Чоловік відкладає сукню своєї покійної дружини і обіцяє одружитися з тією, яка влізе в цю сукню. Одного дня його наймолодша донька одягає цю сукню, її батько бачить з поля, що хтось носить сукню, і поспішає додому. Він запитує доньку, хто був у сукні, але дівчина просить у батька сукню, перш ніж зізнатися: батько дає їй сукню «кольору кожної хмаринки… на небі», іншу — кольору кожної пташки, а третю — кольору кожної риби в морі. Потім вона заявляє, що це вона носила сукню своєї матері; батько її б'є і виганяє з дому. Вона йде з дому, відносить сукні до кравчині і знаходить роботу служниці у королеви. Завдяки її старанності королева симпатизує їй, запрошує на великий танець у «клубний дім» і обіцяє позичити їй одяг, який вона зможе носити. Дівчині на ім'я Котяча Шкурка дають одяг королеви, але на танці вона йде в сукнях, які принесла з дому. Вона танцює з королівським сином. Принц закохується в неї, але після трьох ночей її присутності на танцях він не може її знайти і хворіє від кохання. Тоді дівчина обіцяє спекти для нього торт і кладе в нього свій перстень. Дівчина відносить торт принцу, він одужує і одружується з дівчиною.
Фольклорист Артур Фосет зібрав афроамериканську казку з Луїзіани під назвою «Котяча шкіра» вмираюча дружина змушує його пообіцяти одружитися з іншою дружиною, схожою на неї. Після її смерті чоловік, маючи намір виконати обітницю дружини, заявляє, що хоче одружитися з власною донькою, до жаху останньої. Вона радиться зі своєю хрещеною матір'ю про те, що їй робити, щоб уникнути цього. Та спонукає її спочатку попросити кілька весільних подарунків: «склянку, що говорить, що дивиться», сукню зі шкури шакала і перстень, який підійде найкращій пташці в повітрі. Дотримуючись порад хрещеної, вона ставить дзеркало, щоб воно відповіло за неї в день весілля, а сама йде з дому в шкурі шакала. Вона вирушає до іншого королівства і знаходить роботу індички. Одного разу син короля підглядає у замкову щілину і бачить дівчину в прекрасній сукні «кольору ясної погоди». Принц закохується в дівчину і хворіє від кохання. Через деякий час йому хочеться пирога, і кожна дівчина пече його, але принц не їсть його. Натомість він віддає перевагу пирогу, який спекла Накаляча Шкіра. Вона пече пиріг для принца і ховає в нього свій перстень. Принц знаходить перстень і кличе кожну дівчину спробувати його, аж поки не посилає по Джексіку. Він одягає перстень на її палець і одружується з нею. Письменниця Вірджинія Гамільтон у своїй книзі «Її історії» переказала цю історію під назвою «Катскінелла».
У казці, зібраній американським фольклористом Річардом Чейзом під назвою «Котячі шкурки», бідна дівчина-сирота працює на подружжя і носить лише подерту сукню, яку латає котячими шкурками. Через деякий час дружина її роботодавця помирає, і він іде працювати на поле. Тим часом Котяча Шкурка одягає сукню покійної; чоловік повертається додому і, побачивши її в цій сукні, просить її вийти за нього заміж. Вона погоджується, але спочатку просить нові сукні: першу — кольору всіх риб у морі, другу — кольору всіх птахів у небі, а третю — кольору всіх квітів на світі. Наостанок вона просить чоловічу літаючу скриньку. Котяча Шкурка бере сукні і відлітає на скриньці в інше королівство. Вона залишає сукні в скриньці, промовляє магічне заклинання, щоб скринька сховалася під каменем, а сама йде до замку і влаштовується на роботу куховаркою. Одного разу король влаштовує в палаці танці, і Котяча Шкурка йде на танці в одній зі своїх суконь і привертає увагу королівського сина. Після закінчення танців він занедужує від туги за таємничою жінкою з балу. Котяча Шкурка пече йому пиріг і ховає в нього перстень. Принц знаходить перстень. Стара жінка веде Котячу Шкуру на зустріч з принцом, але та йде до лісу, викликає літаючу скриньку і летить назад до замку. Вона одягає три сукні перед королем, який впізнає її і одружується з нею.